# Cercidospora galligena
Cercidospora galligena är en lavart som beskrevs av Hafellner 2009. Cercidospora galligena ingår i släktet Cercidospora, klassen Dothideomycetes, divisionen sporsäcksvampar och riket svampar.  Arten är reproducerande i Sverige. Inga underarter finns listade i Catalogue of Life.